# Selección de rugby de Uganda
El seleccionado de rugby de Uganda es el equipo representativo de la Uganda Rugby Union (URU). Compite en torneos africanos, teniendo mejores resultados en los últimos años que lo hace en primera división. Aún no ha clasificado a la Copa del Mundo.

## Historia
Uganda tiene una larga historia de participación en el rugby que se remonta incluso a antes de que se jugara el primer partido oficial de rugby en 1958. La Uganda Rugby Football Union (URFU), como se la conocía entonces, se formó en 1955. No se habían formado clubes en ese momento y los partidos se jugaban con frecuencia entre equipos representativos de Kenia y Tanganyika (Tanzania en ese momento), pero más notablemente contra la Royal Navy y algunas universidades británicas y sudafricanas.
La selección de África Oriental se enfrentó a algunos de los mejores equipos del mundo, como los British Lions en 1955, Sudáfrica en 1961 y Gales en 1964. 
Los tres países africanos de los Grandes Lagos, Kenia, Tanzania y Uganda, comparten una larga historia de rugby. Durante gran parte de su historia, han dependido mutuamente para partidos de clubes, interdistritales, interterritoriales e internacionales, además de combinar sus recursos para crear un equipo regional llamado "los Tuskers".

## Palmarés
- Africa Cup (1): 2007

- Africa Cup 1B (1): 2015

- Victoria Cup (1): 2023

- Elgon Cup (3): 2006, 2012, 2015

## Participación en copas
| - No ha clasificado - CAR Trophy 2001: 3º de grupo - CAR Trophy 2002: 1º puesto, 1º en general - CAR 2003: 2º de grupo - CAR 2004: 3º de grupo - CAR 2005: 3º de grupo - Africa Cup 2006: 3º de grupo - Africa Cup 2007: Campeón invicto - Africa Cup 2008-09: Semifinales - Africa Cup 2010: no participó - Rugby Africa Cup 2021-22: 5° puesto - Rugby Africa Cup 2024: 5° puesto - Rugby Africa Cup 2025: En disputa - Elgon Cup 2013: (1 - 1) | - Africa Cup 1B 2011: 2º puesto - Africa Cup 1B 2014: 4º puesto (último) - Africa Cup 1B 2015: Campeón invicto - Africa Cup 1A 2012: 2º puesto - Africa Cup 1A 2013: 4º puesto (último) - Africa Cup 1A 2016: 3º puesto - Rugby Africa Gold Cup 2017: 3º puesto - Rugby Africa Gold Cup 2018: 3º puesto - Victoria Cup 2010: 2º puesto - Victoria Cup 2011: 3º puesto (último) - Victoria Cup 2019: 3º puesto - Victoria Cup 2023: Campeón |